# ファイナンス学科
ファイナンス学科（ファイナンスがっか）とは、大学に置かれる学科の一つであり、ファイナンスを教育研究することを目的としている。
ファイナンス学科ではダイナミックに変貌を続ける金融業界において冷静に正確な知識を掴み取るとともに、金融現象を理論的、歴史的に分析、評価できるだけの視座を養うことを目的としている。

## ファイナンス学科を置く大学

### 国立
- 滋賀大学経済学部

### 私立
- 東洋大学経営学部
- 名古屋商科大学商学部